# 超星系坐標系統
超星系坐標系統是天球坐標系統之一，其赤道与超星系平面对齐。這個系統被用於宇宙之中，主要參考鄰近的星系團，包含室女座星系團、巨引源和英仙-雙魚超星系團等，在平面（二維空間）的分布狀態而制定。雖然威廉·赫歇尔早在超过200年前就注意到星云分布在一個平面上，但超星系坐標的基準平面在1953年才被熱拉爾·佛科留斯從夏普力-恩慈目錄中予以確認。
經由會議決定，超星系的經度和緯度相当於銀河坐標系統的銀經(l)和銀緯(b)，分別標示為SGL和SGB，坐標經度的起點(SGL=0)定義為銀河平面與超星系平面的交叉點。

## 定義
- 超星系坐標系統的北極點(SGB = 90°)位於銀河坐標系統的銀經l=47.37°，銀緯b=+6.32°之處。在赤道坐標系統中(J2000.0)則是赤經RA=18.9 h ，赤緯Dec=+15.7°。
- 坐標零點(SGB=0°, SGL=0°) 位於銀經 l = 137.37°，銀緯 b = 0°之處；對應到J2000.0分點的赤道坐標系統中大約在赤經RA=2.82 h，赤緯 Dec=+59.5°。

## 外部連結
- Precise definition by Lahav et al 2000, MNRAS, 312, 166